# Йълдъзтепе (квартал в Багджълар)
„Йълдъзтепе“ (на турски: Yıldıztepe) е квартал на Истанбул, разположен в околия Багджълар. Общата му площ е 0,60 км2. Според данни на Адресната система за регистриране на населението (ABPRS) към 2023 г. населението на „Йълдъзтепе“ е 36 402 жители.